# المركزي (رداع)

تعديل مصدري - تعديل

حارة المركزي هي إحدى حارات مدينة رداع أحد مدن محافظة البيضاء، بلغ تعداد سكانها 586 نسمة حسب تعداد اليمن لعام 2004.